# Beurs van Libramont

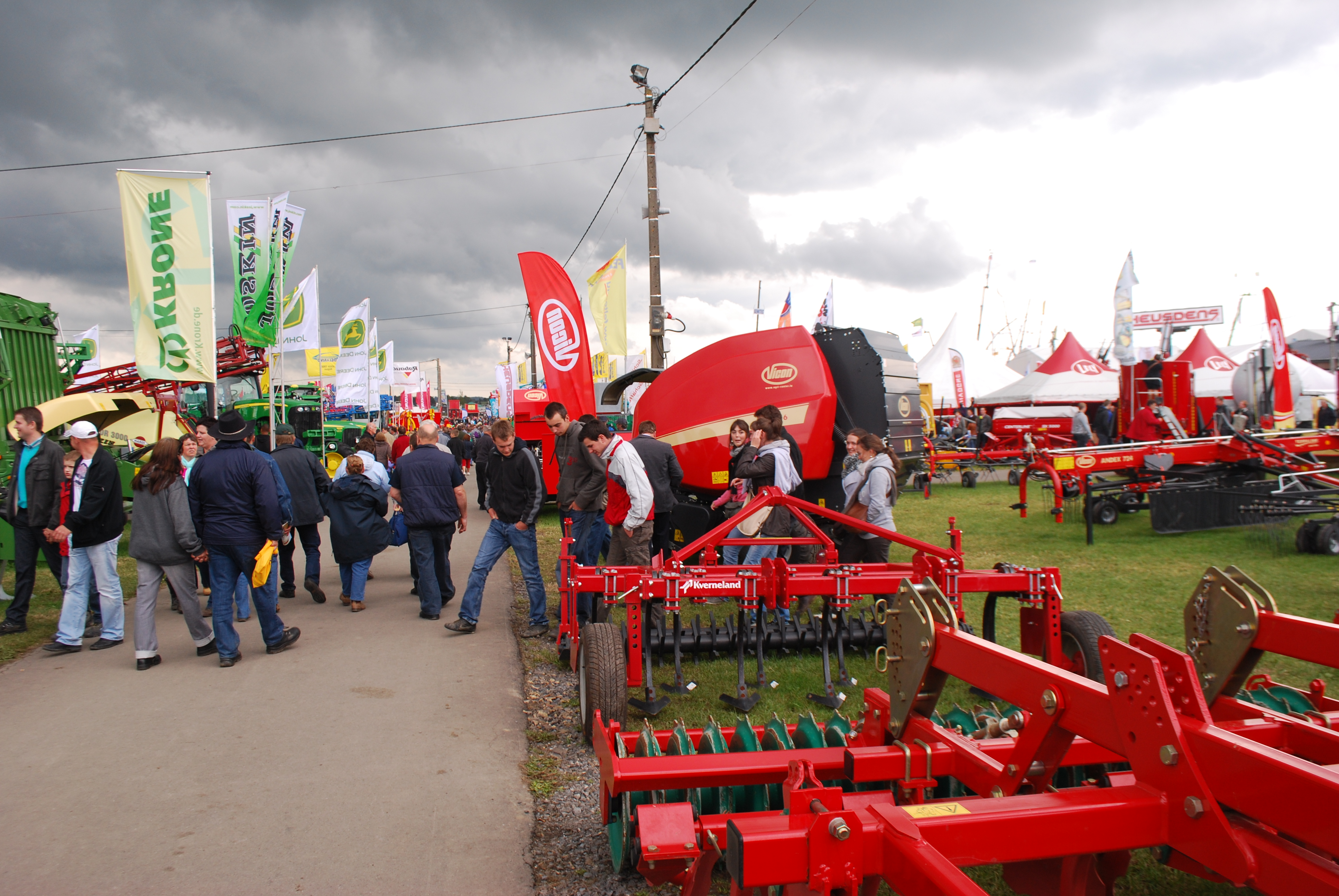
Beurs van Libramont in 2011

De Beurs van Libramont (Frans: Foire de Libramont) is een van de belangrijkste beurzen voor landbouw en bosbouw in België. De beurs wordt jaarlijks op het eind van juli gehouden, in open lucht in het Waalse Libramont. De even jaren zijn vooral gewijd aan landbouw, de oneven aan bosbouw. Het evenement duurt enkele dagen, en trekt jaarlijks bijna 200.000 bezoekers.
De eerste editie werd ingericht in 1926, toen nog als promotie voor het Ardenner trekpaard. In 1927 telde het gebeuren drie exposanten, 160 paarden en 10.000 bezoekers; bij het begin van de 21ste eeuw was dit uitgegroeid tot 550 exposanten en meer dan 150.000 bezoekers. 